# Ernst Sieverts (Architekt)

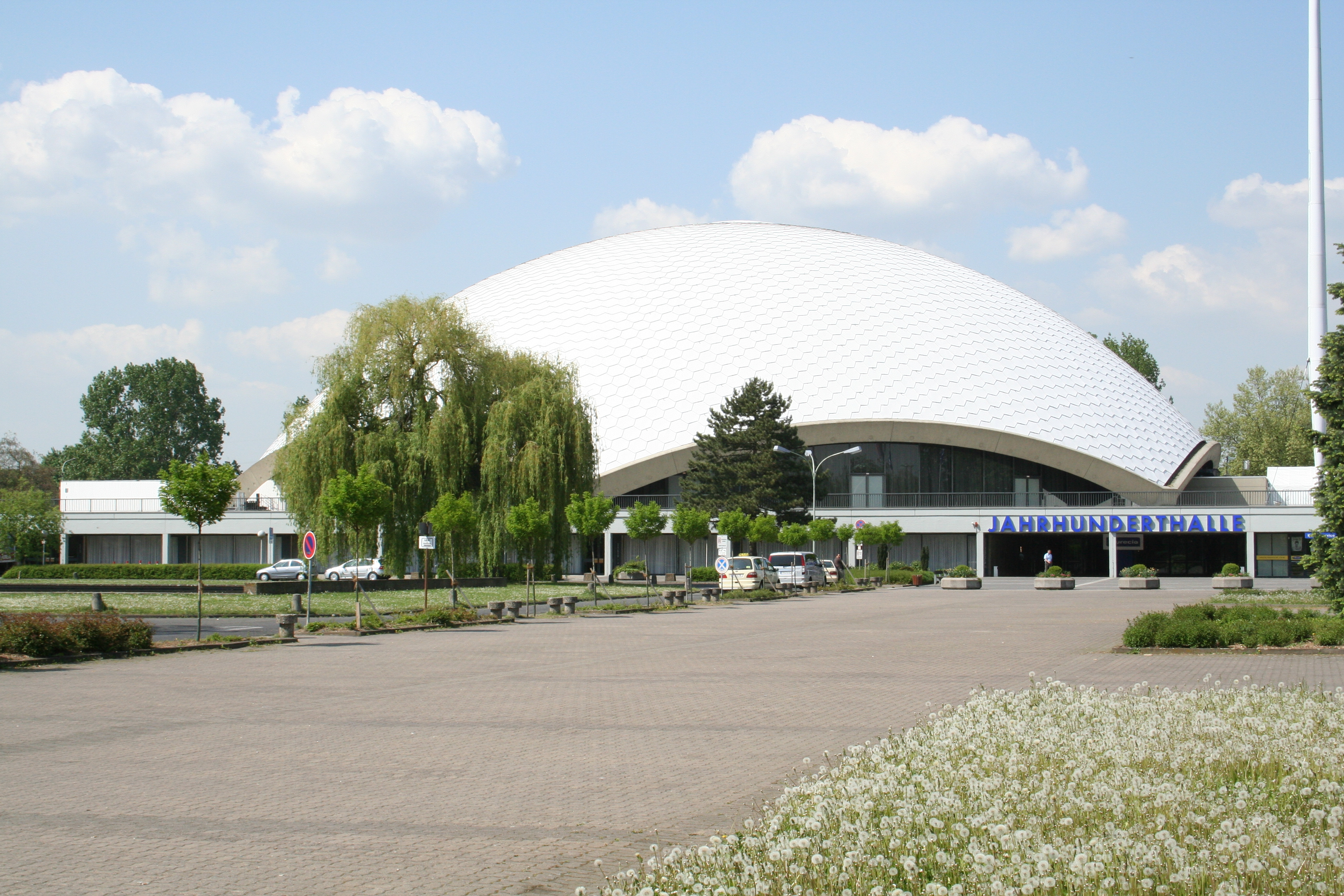
Jahrhunderthalle Hoechst,
Architekten: Ernst Sieverts und Friedrich Wilhelm Kraemer (Foto: 2006)

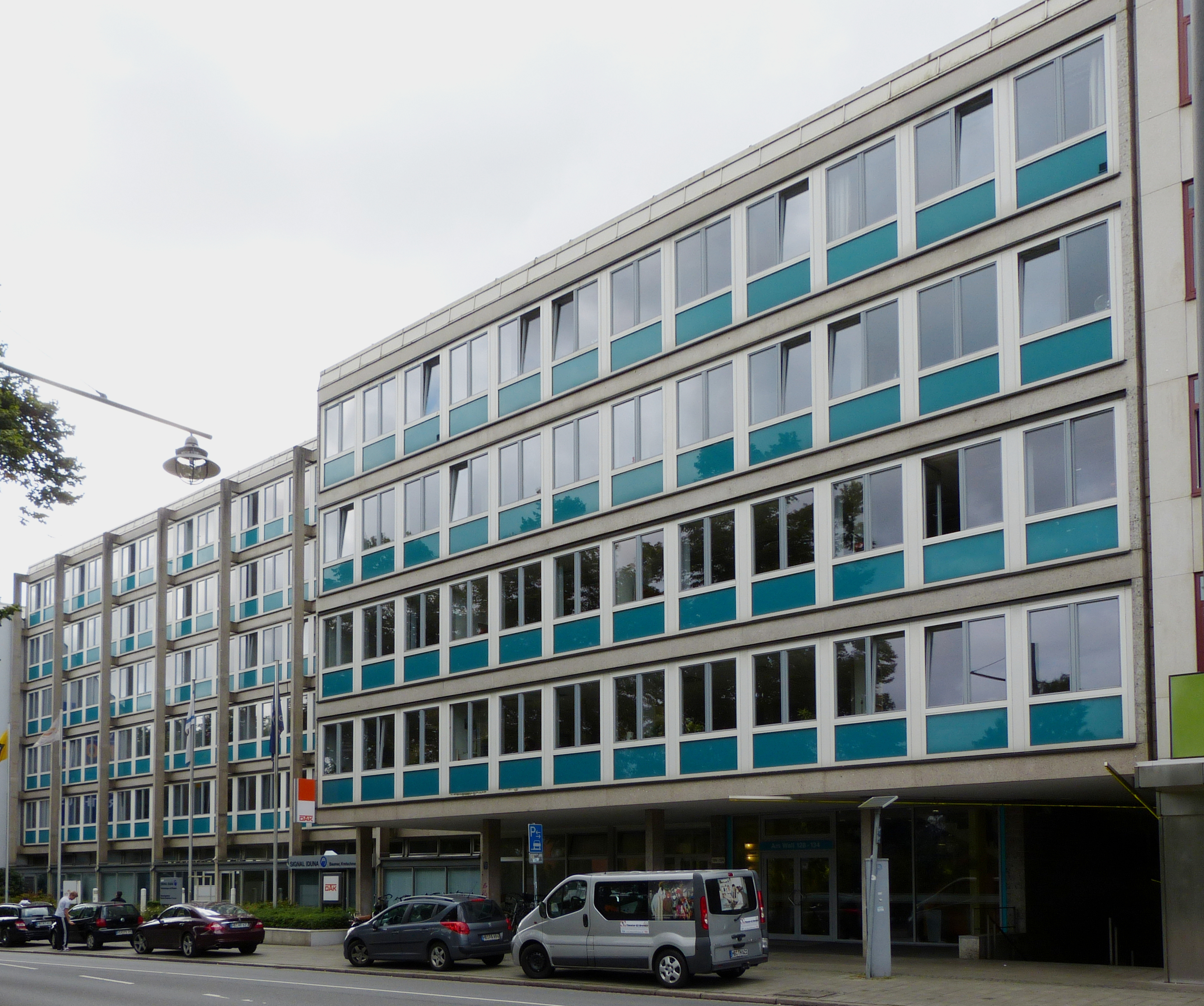
Versicherungshaus Am Wall, Bremen (Foto: 2012)

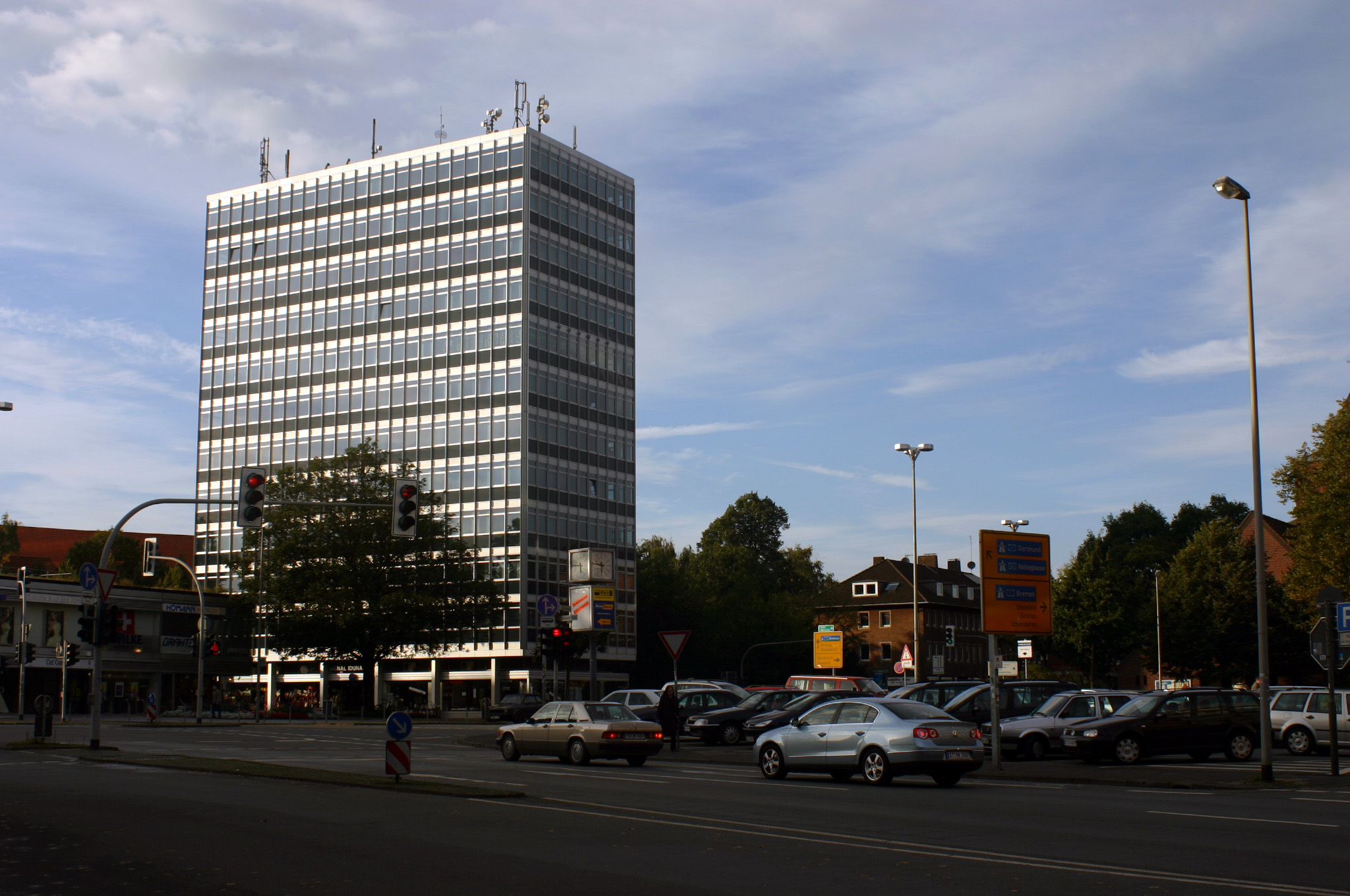
Verwaltungsgebäude der IDUNA-Versicherung, Münster (Foto: 2005)

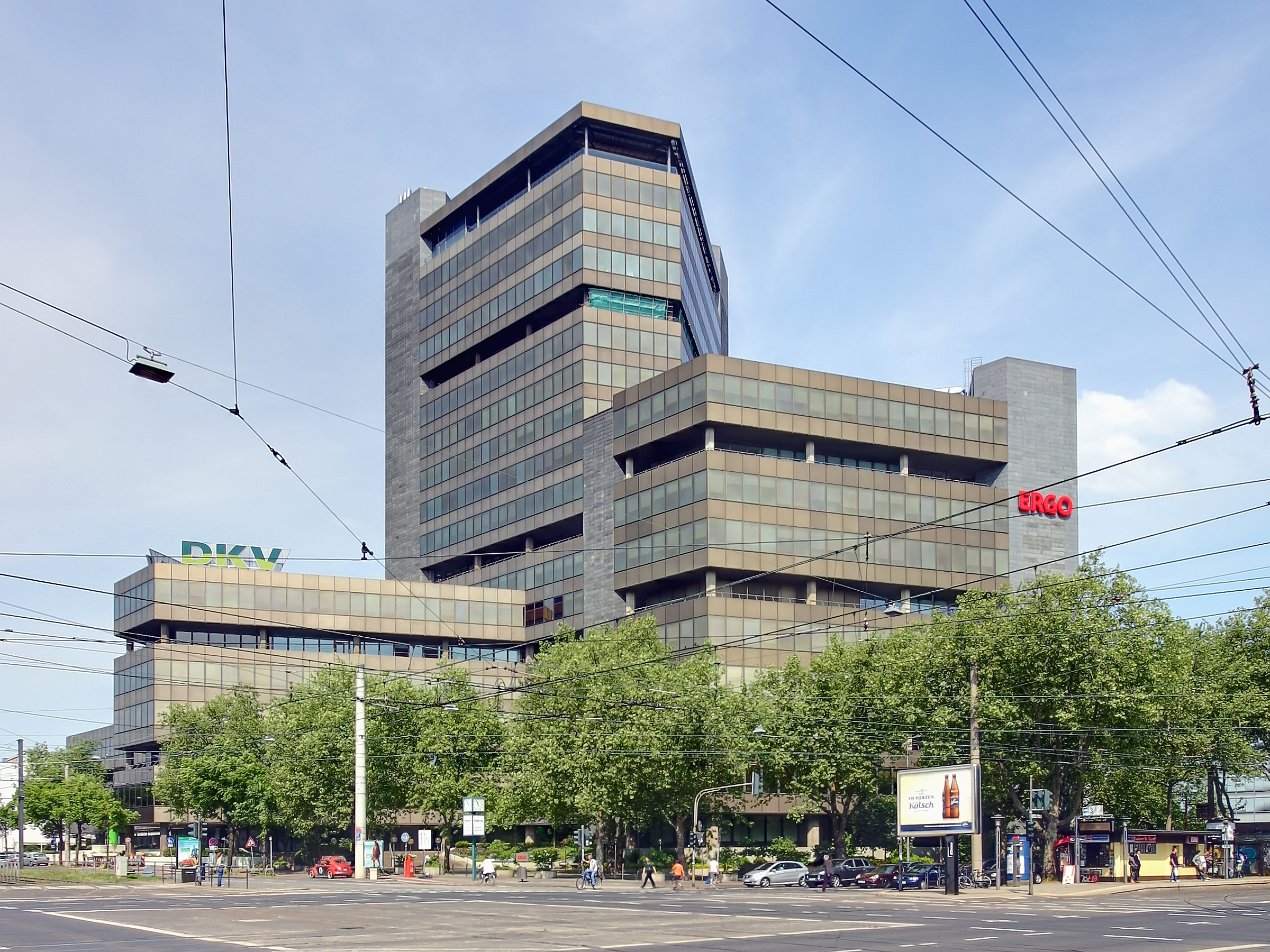
Hauptverwaltung der DKV, Köln (Foto: 2011)

Ernst „Mucki“ Sieverts (* 8. Dezember 1924 in Chemnitz; † 25. Juni 2018) war ein deutscher Architekt.

## Leben
Ernst Sieverts war ein Sohn des Verlagsdirektors und Chefredakteurs Ernst Sieverts und dessen Ehefrau Hedda Sieverts geb. Mund. Von 1930 bis 1934 besuchte er die Mochmann-Grudesche Privatlehranstalt in Dresden und anschließend ab 1935 das Vitzthumsche Gymnasium in Dresden. 1936 wechselte er an das Wilhelm-Gymnasium Braunschweig, das er bis 1942 besuchte. In den Jahren von 1942 bis 1945 war er zum Kriegsdienst eingezogen.
Vom Sommersemester 1946 bis zum Wintersemester 1949/1950 studierte Sieverts Architektur an der Technischen Hochschule Braunschweig, zwischendurch im Sommersemester 1948 am St. John’s College der Universität Cambridge. 1949 absolvierte er das Englisch-Dolmetscherexamen. Von Mai bis September 1950 war er beim städtischen Hochbauamt Wolfsburg tätig. Von Oktober 1950 bis Anfang 1953 war er im Privatbüro des Architekten und Hochschullehrers Friedrich Wilhelm Kraemer in Braunschweig beschäftigt. Im Sommersemester 1953 wurde Sieverts dann wissenschaftlicher Assistent am Lehrstuhl für Gebäudekunde und Entwerfen der Technischen Hochschule Braunschweig.
1954 wurde Sieverts in Braunschweig mit der von Friedrich Wilhelm Kraemer betreuten Dissertation Raumverbindungen und Raumdurchdringungen in der Architektur, ein Beitrag zur Baugestaltung zum Dr.-Ing. promoviert, die mündliche Prüfung fand am 12. Oktober 1954 statt.
Er war danach weiter im Architekturbüro von Friedrich Wilhelm Kraemer tätig. Mit Günter Pfennig und Friedrich Wilhelm Kraemer arbeitete er von 1960 bis 1974 in der Büropartnerschäft Prof. Kraemer – Pfennig – Sieverts (kurz KPS), mit Kraemer und anderen Partnern war er 1975 Mitbegründer der bis 1985 bestehenden Büropartnerschäft Prof. Kraemer Sieverts & Partner (kurz KSP). Die Büros in Braunschweig und Köln beschäftigten Anfang der 1960er Jahre über 170 Personen und erhielten zahlreiche Preise und Auszeichnungen.
Sieverts war Mitglied im Bund Deutscher Architekten (BDA), in der Deutschen Akademie für Städtebau und Landesplanung (DASL) und im Verband Deutscher Architekten- und Ingenieurvereine (VDAI).

## Bauten (Auswahl)
- Versicherungshaus Am Wall 128/134 in Bremen (1956–1957)
- Verwaltungsgebäude der IDUNA-Versicherung in Münster (1961)
- Jahrhunderthalle Hoechst in Frankfurt am Main (1963)
- BP-Hauptverwaltung Hamburg (1967–1971)
- Simonbank in Düsseldorf (1968–1970)
- Hauptverwaltung der DKV in Köln (1968–1970)
- Verwaltungsgebäude der IDUNA-Versicherungen in Essen (1970)
- Büro- und Geschäftshaus der IDUNA-Versicherungen in Gelsenkirchen (1971)
- Staatliche Ingenieurschule für Maschinenwesen in Gelsenkirchen-Buer (1973)
- Deutsche Bank Düsseldorf (1990)
- Ministry of Public Works and Housing (1990) in Riad, Saudi-Arabien
- Häuser am Lessingplatz, Braunschweig (1995)

## Schriften
- Raumverbindungen und Raumdurchdringungen in der Architektur. Ein Beitrag zur Baugestaltung, o. O. 1954 (Braunschweig, Techn. Hochsch., Diss., 1954).
- BASF-Rechenzentrum Ludwigshafen. In: Deutsche Bauzeitung, 1966, S. 274–279.
- Großraumbüros, dargestellt am Beispiel der DKV Köln, Stuttgart: Krämer 1968 (Projekt; 5).
- Lagebedingungen der Konstantflächen bei reversiblen Bürobauten. In: Bauwelt, 1973, S. 124–125.
- Bürohaus- und Verwaltungsbau, Stuttgart: Kohlhammer 1980, ISBN 978-3-17-005259-8.
- Aus zeitgemäßen Büros holen Sie mehr Leistung heraus. In: Management-Zeitschrift, Jg. 55, 1986, S. 421–424.
- Die zehn Gebote für mitarbeiterfreundliche Büros. In: Management-Zeitschrift, Jg. 56, 1987, S. 454–457.